# Klewań (stacja kolejowa)
Klewań (ukr. Клевань, ros. Клевань) – stacja kolejowa w miejscowości Klewań, w rejonie rówieńskim, w obwodzie rówieńskim, na Ukrainie. Leży na linii Zdołbunów – Kowel.
Stacja powstała w XIX w. na linii drogi żelaznej kijowsko-brzeskiej pomiędzy stacjami Równe a Ołyka.
Od stacji odchodzi bocznica przebiegająca przez tunel miłości, stanowiący atrakcję turystyczną.